# Держава у державі
Держава державі (лат. imperium in imperio) або глибинна держава (англ. deep state, тур. derin devlet) — політичний термін, що означає групу осіб, яка (уявно або насправді) веде себе нелояльно по відношенню до уряду своєї країни і/або підпорядковується тільки своїм власним законам.

## Систематизація
Найчастіше (але не завжди) звинувачення у створенні паралельної державності висувається стосовно таких груп людей:
- національні та інші меншини;
- частини державного апарату, такі як армія, секретні служби чи інші силові служби;
- групи, об'єднані спільними інтересами, такі як корпорації, профспілки чи інші об'єднання;
- злочинні спільноти .

### Національні, етнічні та релігійні меншини
Національні, етнічні або релігійні меншини часто вважаються звинуваченими у формуванні паралельної державності. Історично такі обвинувачення часто накладалися на євреїв. Іншим прикладом були німці в Чехословаччині у міжвоєнний період.
У 1899 році афроамериканський письменник Саттон Елберт Ґріґґс видав роман під назвою «Держава в державі», де він описує створення окремої держави афроамериканцями всередині Сполучених Штатів Америки.

### Частини державного апарату
Армія та розвідувальні служби часто стикаються з підозрою у створенні держави в державі через їхню внутрішню закритість. У демократичних країнах, як правило, існує певний рівень державного контролю над секретними службами, наприклад, через парламентські комісії, як це реалізовано в Німеччині з допомогою Парламентської контрольної комісії. Однак, в авторитарних режимах, діяльність таких служб залишається поза парламентським контролем. Наприклад, Георгій Попов говорив про ЧК як про державу в державі. Крістіна Вількенінг використовувала термін «держава в державі», описуючи методи роботи Штазі в соціалістичній Німеччині. Деякі сучасні автори розглядають секретні служби США як приклад «держави в державі».
Армія часто асоціюється з концепцією «держави в державі», коли вона виконує автономну суспільно-політичну роль, віддаляючись від свого статусу як складової частини громадянського суспільства і сприймаючи себе як незалежний силовий фактор з власними інтересами і політичними цілями. Наприклад, рейхсвер (вермахт), коли отримав свою власну юрисдикцію під верховним командуванням рейхспрезидента, став прикладом «держави в державі».
Також цивільні державні посадовці, судді та інші особи часто знаходяться поза прямим громадським контролем (див. також Прозорість). Це робить їх вразливими до критики, що вони, як представники держави, діють у власних інтересах, тобто формують державу в державі. Наприклад, Бернт Энгельманн спостерігав у чиновництві приклад «держави в державі» .

### Об'єднання, що становлять спільні інтереси
Об'єднання, що представляють інтереси своїх членів, зокрема об'єднання підприємців та профспілки, часто звинувачуються у тому, що вони створюють державу в державі. У 1903 році американський профспілковий діяч Даніель де Леон описував залізничні підприємства як «imperium in imperio». Ганс Штадлер вважав, що профспілки є державою в державі, що прагне захопити владу.
Мануела Машке описує історію ізраїльської профспілки Гістадрут як зачатки держави у державі .
В центрально- і південноамериканських державах, United Fruit Company розглядалася як держава в державі через своє монопольне становище та економічну потужність, яка часто перевищувала економічну силу країн, де вона здійснювала свою діяльність.

## Приклади країн

### Німеччина
За часів нацизму НСДАП та СС були, по суті, державою в державі.[джерело?]

### Ізраїль
Розвідувальна служба Моссад іноді характеризується як «держава у державі» .

### Франція
Один з відомих прикладів, коли релігійна меншість успішно створила своєрідну «державу в державі», — це Нантський едикт. Цей документ вирівняв права гугенотів з правами католиків і дозволив гугенотам зберегти 200 фортець під своїм контролем.[джерело?]

### Ліван
З періоду середини 1970-х до початку 1990-х років, певні групи, такі як Організація Визволення Палестини (ОВП) та Хезболла, встановили свою власну незалежну структуру на території Лівану, що можна порівняти з «державою в державі».[джерело?]

### Пакистан
Часто говорять, що Збройні сили Пакистану та військова розвідка ISI виступають у ролі «держави в державі».[джерело?]

### Росія
З початку 1870-х років євреї в Росії часто звинувачувалися у створенні «держави в державі». Центральний Комітет Комуністичної Партії Радянського Союзу (ЦК КПРС) та певна частина номенклатури набули популярності як антидержавна еліта.
Нерідко роль держави у державі у російських реаліях відводиться спецслужбам та органам політичного розшуку на кшталт КДБ чи ФСБ.

### Швейцарія
Термін «держава в державі» часто використовувався для опису політики поліції в Швейцарії після відомого «скандалу з картотеками» (нім. Fichenskandal) у 1989—1990 роках.

### Туреччина
У турецькій мові для опису цього явища використовується термін «глибинна держава» (тур. derin devlet). Під глибинною державою розуміють переплетення секретних служб, політиків, юристів, чиновників та злочинної організації, зокрема угруповань вбивць. Обговорення цього явища розгорнулося після Сусурлуцького скандалу 1996 року, але почалося ще в 1970-х роках, коли стали відомими поняття контр-герільї та Спеціального департаменту по веденню війни (тур. Özel Harp Dairesi). Останнім часом все частіше згадується секретна служба Jandarma (тур. Jandarma Genel Komutanlığı, скорочено JITEM) у зв'язку з організацією неофіційних акцій проти турецької опозиції, включаючи позасудові страти, як, наприклад, епізод у Шемдінлі (провінція Хаккярі) 10 листопада 2005 року, в якому брав участь дезертир з РПК.[джерело?]

### Іспанія
Під час громадянської війни в Іспанії в період з 1936 по 1939 роки, консервативні військові сили фактично функціонували як самостійна сила всередині держави. Це призвело до поразки в іспано-американській війні та значних втрат під час Рифської війни з Марокко.[джерело?]